# Lychnosea pervaria
Lychnosea pervaria är en fjärilsart som beskrevs av Alpheus Spring Packard 1873. Lychnosea pervaria ingår i släktet Lychnosea och familjen mätare. Inga underarter finns listade i Catalogue of Life.